# Lista de municípios de Teruel
Esta é uma lista de municípios da província espanhola de Teruel na comunidade autónoma de Aragão.
| Nome                                 | Pop. (2002) |
| ------------------------------------ | ----------- |
| Ababuj                               | 88          |
| Abejuela                             | 47          |
| Aguatón                              | 26          |
| Aguaviva                             | 689         |
| Aguilar del Alfambra                 | 82          |
| Alacón                               | 445         |
| Alba                                 | 271         |
| Albalate del Arzobispo               | 2 221       |
| Albarracín                           | 1 028       |
| Albentosa                            | 281         |
| Alcaine                              | 72          |
| Alcalá de la Selva                   | 539         |
| Alcañiz                              | 13 708      |
| Alcorisa                             | 3 318       |
| Alfambra                             | 642         |
| Aliaga                               | 403         |
| Almohaja                             | 29          |
| Alobras                              | 88          |
| Alpeñés                              | 28          |
| Allepuz                              | 139         |
| Alloza                               | 715         |
| Allueva                              | 15          |
| Anadón                               | 19          |
| Andorra                              | 7 868       |
| Arcos de las Salinas                 | 131         |
| Arens de Lledó                       | 233         |
| Argente                              | 252         |
| Ariño                                | 872         |
| Azaila                               | 172         |
| Bádenas                              | 20          |
| Báguena                              | 459         |
| Bañón                                | 171         |
| Barrachina                           | 164         |
| Bea                                  | 38          |
| Beceite                              | 634         |
| Belmonte de San José                 | 142         |
| Bello                                | 373         |
| Berge                                | 249         |
| Bezas                                | 68          |
| Blancas                              | 181         |
| Blesa                                | 142         |
| Bordón                               | 137         |
| Bronchales                           | 474         |
| Bueña                                | 92          |
| Burbáguena                           | 311         |
| Cabra de Mora                        | 114         |
| Calaceite                            | 1 172       |
| Calamocha                            | 4 155       |
| Calanda                              | 3 496       |
| Calomarde                            | 73          |
| Camañas                              | 137         |
| Camarena de la Sierra                | 173         |
| Camarillas                           | 106         |
| Caminreal                            | 781         |
| Cantavieja                           | 710         |
| Cañada de Benatanduz                 | 77          |
| La Cañada de Verich                  | 105         |
| Cañada Vellida                       | 53          |
| Cañizar del Olivar                   | 120         |
| Cascante del Río                     | 109         |
| Castejón de Tornos                   | 93          |
| Castel de Cabra                      | 161         |
| Castelnou                            | 107         |
| Castelserás                          | 838         |
| El Castellar                         | 90          |
| Castellote                           | 796         |
| Cedrillas                            | 519         |
| Celadas                              | 414         |
| Cella                                | 2 864       |
| La Cerollera                         | 128         |
| La Codoñera                          | 324         |
| Corbalán                             | 85          |
| Cortes de Aragón                     | 122         |
| Cosa                                 | 93          |
| Cretas                               | 583         |
| Crivillén                            | 118         |
| La Cuba                              | 58          |
| Cubla                                | 51          |
| Cucalón                              | 72          |
| El Cuervo                            | 114         |
| Cuevas de Almudén                    | 101         |
| Cuevas Labradas                      | 148         |
| Ejulve                               | 225         |
| Escorihuela                          | 213         |
| Escucha                              | 1 094       |
| Estercuel                            | 319         |
| Ferreruela de Huerva                 | 80          |
| Fonfría                              | 32          |
| Formiche Alto                        | 204         |
| Fórnoles                             | 100         |
| Fortanete                            | 185         |
| Foz-Calanda                          | 258         |
| La Fresneda                          | 402         |
| Frías de Albarracín                  | 154         |
| Fuenferrada                          | 46          |
| Fuentes Calientes                    | 124         |
| Fuentes Claras                       | 613         |
| Fuentes de Rubielos                  | 104         |
| Fuentespalda                         | 340         |
| Galve                                | 144         |
| Gargallo                             | 127         |
| Gea de Albarracín                    | 448         |
| La Ginebrosa                         | 244         |
| Griegos                              | 126         |
| Guadalaviar                          | 279         |
| Gúdar                                | 76          |
| Híjar                                | 1 901       |
| Hinojosa de Jarque                   | 184         |
| La Hoz de la Vieja                   | 118         |
| Huesa del Común                      | 130         |
| La Iglesuela del Cid                 | 493         |
| Jabaloyas                            | 77          |
| Jarque de la Val                     | 91          |
| Jatiel                               | 54          |
| Jorcas                               | 42          |
| Josa                                 | 36          |
| Lagueruela                           | 64          |
| Lanzuela                             | 32          |
| Libros                               | 156         |
| Lidón                                | 73          |
| Linares de Mora                      | 311         |
| Loscos                               | 196         |
| Lledó                                | 204         |
| Maicas                               | 42          |
| Manzanera                            | 474         |
| Martín del Río                       | 490         |
| Mas de las Matas                     | 1 448       |
| La Mata de los Olmos                 | 258         |
| Mazaleón                             | 611         |
| Mezquita de Jarque                   | 133         |
| Mirambel                             | 145         |
| Miravete de la Sierra                | 47          |
| Molinos                              | 307         |
| Monforte de Moyuela                  | 81          |
| Monreal del Campo                    | 2 382       |
| Monroyo                              | 340         |
| Montalbán                            | 1 565       |
| Monteagudo del Castillo              | 67          |
| Monterde de Albarracín               | 60          |
| Mora de Rubielos                     | 1 370       |
| Moscardón                            | 55          |
| Mosqueruela                          | 721         |
| Muniesa                              | 697         |
| Noguera de Albarracín                | 166         |
| Nogueras                             | 18          |
| Nogueruelas                          | 212         |
| Obón                                 | 67          |
| Odón                                 | 260         |
| Ojos Negros                          | 547         |
| Olba                                 | 228         |
| Oliete                               | 476         |
| Los Olmos                            | 146         |
| Orihuela del Tremedal                | 645         |
| Orrios                               | 188         |
| Palomar de Arroyos                   | 246         |
| Pancrudo                             | 156         |
| Las Parras de Castellote             | 78          |
| Peñarroya de Tastavins               | 545         |
| Peracense                            | 101         |
| Peralejos                            | 86          |
| Perales del Alfambra                 | 291         |
| Pitarque                             | 107         |
| Plou                                 | 51          |
| El Pobo                              | 131         |
| La Portellada                        | 297         |
| Pozondón                             | 83          |
| Pozuel del Campo                     | 111         |
| La Puebla de Híjar                   | 1 074       |
| La Puebla de Valverde                | 504         |
| Puertomingalvo                       | 163         |
| Ráfales                              | 185         |
| Rillo                                | 134         |
| Riodeva                              | 203         |
| Ródenas                              | 85          |
| Royuela                              | 229         |
| Rubiales                             | 59          |
| Rubielos de la Cérida                | 58          |
| Rubielos de Mora                     | 615         |
| Salcedillo                           | 7           |
| Saldón                               | 35          |
| Samper de Calanda                    | 984         |
| San Agustín                          | 132         |
| San Martín del Río                   | 275         |
| Santa Cruz de Nogueras               | 25          |
| Santa Eulalia del Campo              | 1 178       |
| Sarrión                              | 1 018       |
| Segura de los Baños                  | 48          |
| Seno                                 | 48          |
| Singra                               | 92          |
| Terriente                            | 173         |
| Teruel                               | 31 506      |
| Toril y Masegoso                     | 29          |
| Tormón                               | 36          |
| Tornos                               | 243         |
| Torralba de los Sisones              | 225         |
| Torre de Arcas                       | 106         |
| Torre de las Arcas                   | 35          |
| Torre del Compte                     | 185         |
| Torre los Negros                     | 99          |
| Torrecilla de Alcañiz                | 447         |
| Torrecilla del Rebollar              | 180         |
| Torrelacárcel                        | 282         |
| Torremocha de Jiloca                 | 165         |
| Torres de Albarracín                 | 158         |
| Torrevelilla                         | 210         |
| Torrijas                             | 68          |
| Torrijo del Campo                    | 550         |
| Tramacastiel                         | 110         |
| Tramacastilla                        | 130         |
| Tronchón                             | 96          |
| Urrea de Gaén                        | 588         |
| Utrillas                             | 3 217       |
| Valacloche                           | 20          |
| Valbona                              | 199         |
| Valdealgorfa                         | 719         |
| Valdecuenca                          | 43          |
| Valdelinares                         | 118         |
| Valdeltormo                          | 368         |
| Valderrobres                         | 1 945       |
| Valjunquera                          | 432         |
| El Vallecillo                        | 53          |
| Veguillas de la Sierra               | 27          |
| Villafranca del Campo                | 381         |
| Villahermosa del Campo               | 71          |
| Villanueva del Rebollar de la Sierra | 50          |
| Villar del Cobo                      | 231         |
| Villar del Salz                      | 95          |
| Villarluengo                         | 207         |
| Villarquemado                        | 957         |
| Villarroya de los Pinares            | 196         |
| Villastar                            | 339         |
| Villel                               | 343         |
| Vinaceite                            | 282         |
| Visiedo                              | 196         |
| Vivel del Río Martín                 | 89          |
| La Zoma                              | 28          |